# Xanlarkənd
Xanlarkənd è un comune dell'Azerbaigian situato nel distretto di Saatlı.